# 胡鑫宇事件
胡鑫宇事件是發生於中国江西省铅山县的失踪案，以及相关联的爭議事件。就讀於當地致远中学的高一學生胡鑫宇（2007年7月16日—2022年10月15日）自2022年10月14日傍晚在校内失联，當地警方調閲監控亦未發現其離校綫索。2022年11月下旬，江西省、上饶市、铅山县等警務部門成立聯合工作專班，持續本案調查工作。胡鑫宇的失蹤調查過程，直至最後尋至遺體，都被認爲有著“諸多未解決的疑點”引起舉國關注。在經歷了106天的尋找后，當地警方稱于2023年1月28日中午接獲村民通報，發現有一具遗体以鞋帶縊吊于學校附近金鷄山竹林中，死因未知。后经DNA鉴定，遗体为胡鑫宇。2023年2月2日，胡鑫宇事件新闻发布会在铅山县召开，联合工作专班及市县相关部门公布调查情况，官方认定胡鑫宇系自缢死亡。也有輿論不認可警方結論。

## 背景
事发地致远中学是江西省铅山县的全日制私立中学，位于河口镇西南郊工业园区，占地约140亩。学校由刘谷来等五名教师于1999年9月创建，现为刘谷来独资所有。2009年10月，铅山致远中学被江西省人民政府、江西省教育厅评为省重点建设中学。2023年1月7日江西上饶警方通报，自2015年至胡鑫宇失踪案前，共发生8起该校学生走失求助警情，均为自行出走且已找回。新華網报道，2022年7月5日该校一名丁姓女生在校外居住小区内坠亡，排除刑事案件。

## 事件概要

### 案前
胡鑫宇（2007年7月16日—2022年10月15日）出生於中國江西省铅山县永平鎮胡家塘的務農家庭，為胡跃良（父親）、李連英（母親）幺子。胡鑫宇一家并不富裕，据母親回憶，在胡鑫宇小學至初中時，李連英需得邊照顧胡鑫宇，邊從事保姆工作；父親胡跃良則外出打工補貼家用。胡鑫宇小學畢業后進入陳家寨一所初中就讀一年，後因成績下滑等問題，轉學並寄宿铅山县私立桃园中学初中部寄宿就讀。他在2022年完成中考并以531分的成绩升读位于河口镇的致远中学。
胡鑫宇在就學期間曾多次表示學習吃力、注意力渙散及失眠。在其日記、課本等日常册籍内，亦寫下“失眠”“失落”“想回家”等語。 在9月27日，胡鑫宇曾與母親、舅父通話四十多分鐘，傾訴校内生活的不適，表示想返家。10月1日中国國慶節當日，母親偕其兄（胡鑫宇之舅）專程前來安撫。据瀟湘晨報、紅星新聞報道，胡鑫宇事前向其兄胡濤請求爲之購買一隻存储容量为4GB的“魔卜”牌錄音筆，想“錄製教师上課時的講義”及“日常生活感想”。該錄音筆於2022年10月4日購得，爲胡鑫宇遺體發現後的關鍵證物之一。

### 失蹤106天
胡鑫宇在2022年10月14日傍晚失蹤：据警方報告及校内监控顯示，當日胡鑫宇結束中午的課程後前去食堂用餐，17时40分回到個人宿舍小憩，在陽臺短暫停留了一陣子，往睢园和校外树林山岗方向张望。在五分鐘後走出宿舍樓，與打籃球的同學交談了幾句后，便往睢园方向走去。四分鐘後，胡鑫宇返回宿舍楼，前去五樓陽臺張望不到兩分鐘。胡鑫宇再次離開宿舍樓，又偶遇同學並打招呼，最終在再往睢园方向走去。而後，监控未再記錄胡鑫宇的身影。胡鑫宇失蹤當日，身著白色衛衣、黑色運動衫、眼鏡、兩側白紋運動長褲以及“回力”牌白色中幫經典休閑鞋。

### 官方調查
走访了学校附近的2238户居民、159家企业、951辆客货车的司机、全县226处庙宇道观、25家养老机构和1家救助站；排查了72个水塘、运用声呐探查了3个水库；反复查看、交叉复核了6471.5小时的监控视频和31.7万余张交通卡口抓拍等。
之後對工作小組的發言在胡鑫宇失蹤6個小時后的深夜23時41分，班主任通知胡鑫宇父母胡跃良、李連英。次日上午9時左右，家屬隨學校教師前往铅山县工业园区派出所报案。該派出所通過調閲路口監控、人臉識別系統，均未發現胡鑫宇蹤跡。在檢查胡鑫宇宿舍遺留物后，認爲其僅携帶錄音筆、飯卡離開。身份证、現金、電子手錶等隨身物品皆未帶走。期間，家屬在警方工作之外也尝试自行尋找胡鑫宇的下落。刊载张贴尋人啓事、使用社交媒體和社会新聞媒體呼吁，引起全國範圍内的社會關注。當地警方随即展開“最大規模的搜尋工作”。
在胡鑫宇失蹤40多天后，江西省聯合上饶市、铅山县三地警方成立工作專班。警方于10月18日起使用警犬搜查；并在2023年1月7日發佈公開信《致网民朋友的一封信》，表示已同应急管理、消防救援、教体、城管等部门展開合作調查，并使用“权威刑事侦查、刑事技术、视频技术及心理专家等开展广泛搜寻”；據稱于铅山县，每日亦有超過五千人在包括後山、铁路沿线等地大范围搜寻胡鑫宇，但仍一无所获。在浙江宁波工作的網絡主播李前伟表示要帮助寻找胡鑫宇，結果其本人于2022年11月19日晚21点13分失踪。家屬報案後警方未立案。
2023年1月1日為胡鑫宇失踪第80天，警方通报胡鑫宇父母表示已排除校内人員涉案可能，而胡鑫宇“可能是因厭學情緒，自行出走”。此时社會上开始出现传闻猜疑，包括认为胡很可能是被學校教師謀殺之類，警方對此均予以否定，認定屬於“謠言”；並稱已排查胡鑫宇身邊接觸人員，監控影片經技術人員鑒定“沒有任何刪減跡象”“沒有任何有價值的綫索”。依警方判定的胡鑫宇自行出走說，搜救人員在1月9日至1月11日開展拉網式搜索，聯合乡镇工作人员、民间志願者搜寻胡鑫宇的蹤跡。
警方在2022年11月23日，為“消除家屬疑慮”確實要求致遠中學監控生產廠家海康威視到學校查看相關設備情況。海康威視則稱技術人員到學校時，監控畫面已喪失，能參與的調查範圍亦被警方限制，仅按要求查看学校内的六台设备。胡鑫宇失聯當天的影片是被自動覆蓋，還是有人故意刪除，公司亦无法給出鑑定結論。

### 結果公佈
- “真站到这里反倒是有点紧张了，心脏在狂跳，说实话没有理由，只是觉得没意义，如果真跳下去了会怎样？不确定。跳下去了应该也没人发现，现在至少不会被发现，以后过了几天肯定还是会发现的，刚刚又不跳，哎，我真的是想跳，不想，我应该是不想。”（2022年10月14日17时40分）

- “已经没有意义了，快零点了，干脆再等一下，直接去死吧，可以的，因为我今天已经有点不清楚了，现在我好想去死，感觉已经没有意义了。”（2022年10月14日23时08分）

2023年1月28日，一位担任粮仓管理员、保安的當地居民带着狗进入竹林砍竹，並寻找走丢的鸡时，在致远中学附近的金鸡山区国家储备粮库围墙边竹林处发现疑似胡鑫宇的遗体，呈缢吊狀，缢吊绳索為鞋带，遗体白骨化严重，该村民于中午12时25分左右向铅山县公安局电话报警。现场勘查发现死者衣着与2022年10月14日胡鑫宇失踪时衣着一致，并在遗体边墙洞发现录音笔。1月29日上午，经公安机关DNA鉴定，遗体确为胡鑫宇。胡鑫宇母亲李連英女士表示，遗体已经腐坏，几乎是“骸骨”，头颅形状勉强能看出是他。当日下午，经家属同意，警方对胡鑫宇完成尸检。
2023年2月2日上午10时，胡鑫宇事件新闻发布会在铅山县公安局召开，江西省、市、县公安机关联合工作专班及市县相关部门公佈最新调查情况，认定胡鑫宇系自缢死亡，尸体发现地位于铅山县河口镇金鸡山区域的某粮库院内，系原始第一现场，无打斗拖拽痕迹。案发中心现场位于粮库院内北部洼地竹树杂林中，尸体缢吊于案发现场中心北面围墙凸起处，尸体全身及脏器均完整，符合长期暴露在室外的特征。
胡鑫宇自缢所用鞋带与同类型棉质鞋带相比具有不易腐、拉力强的特性，且随时间推移，尸体腐败后水分会流失，延长了鞋带的承重时间，鞋带因而没有断裂。胡鑫宇在心理上因缺少情绪宣泄渠道，出现认知功能障碍、轻生倾向，有明确厌世表现，在其个人录音笔的21段錄音中有2段清晰表达自杀意愿，录音内容經鑒定不存在人为合成、篡改情况。

## 事件評論
本案警方曾多次宣稱在包括案發學校等場所展開“大規模搜查”“地毯式搜索”，可最終胡鑫宇遗体发现地僅位於案發學校附近，是故引起社會輿論不滿、批評和質疑。對此，江西省公安厅副厅长胡满松于新聞發佈會承認搜查工作的過失，並承諾將進一步改進工作。針對發佈會本身，網絡有輿論質疑發佈會官腔嚴重，媒體亦為事先安排。自由亞洲電臺、美國之音等媒體則認爲，此案屢引輿論爭議，與地方政府陷入塔西佗陷阱有關。
中国刑侦专家胡志强在逝者遺體發現後指出其悬吊树林目标很大，若先前警犬搜索时已是这一状态，理应会被发现。他分析，尸体的缢吊状态持续的时间不会很长，很可能是近期才出现的。环球时报前总编辑胡锡进称该案充满了“不应有的神秘和混沌”：他認爲當地案發現場僅位於學校附近，警方若真的展開“大規模搜查”卻未搜尋到，那要麽是嚴重失職，要麽是非第一現場，即為刑事重案。  而在警方舉行發佈會后，胡錫進則表示當地政府回應很充分，值得鼓勵。
维权网何平認爲本案在中國“天網”機制、警方“地毯式搜索”的前提下，當地警方、校方的公關及處理、涉案人員相互矛盾的證詞亦引起社會輿論不滿與猜疑。台灣中央社記者張淑伶撰文指出，无论是丰县生育八孩女子事件还是胡鑫宇失踪案，都讓中國民意沸騰，輿論都對官方展現出極大的不信任，由於沒有追究真相的機制，官方說法難獲眾信，言本案「觸動中國社會敏感神經，輻射出有關教育問題、官僚體系疑似說謊、甚至器官買賣黑箱作業等議題，讓中國人都當起福爾摩斯全民辦案。」

## 案件議論

### 非法器官移植論
据自由亚洲电台报道，2022年10月以来，湖北、湖南、江西、广东、河南、浙江等省相继发生十几起青少年失踪案，有舆论质疑这些失踪案与非法器官买卖有关。2023年1月7日，江西上饶警方发布通报，致远中学校长刘谷来及其家属并未涉及殡葬和医疗行业。當地公安、政府在同年2月2日举行的新聞发布会中，称胡鑫宇遗体及脏器均完整。

### 案後軟禁家屬
胡鑫宇的家人沒有出現在公安廳的記者會，傳出已遭到監控和限制居住，同校的學生也被要求噤聲，但當地政府未對此作出回應。中國娛樂評論家宋祖德則于微博發文透露胡鑫宇的父母在記者會前遭當局禁止與外界通信。中國網路傳言稱，據胡鑫宇的外公、外婆透露，胡的父母親及舅舅已被強制送往當地賓館居住，手機也被迫上繳「不讓發聲」，且有專人24小時看管。胡的外公、外婆表示自己的住家也被安裝監控設備，無法出門。在1月30日開學當天，有記者曾前往致遠中學校門口採訪，但學生均表示學校「不允許在外談論此事」，且校門前可看見到有警方車輛駐守。。在2月2日的新聞發布會上，江西省公安廳聲稱「少數人惡意編造並傳播虛假資訊，炮製虛假影片，造成惡劣影響，擾亂社會秩序」，已依法「打擊處理」。新浪微博官方賬號也在同日發表類似聲明。中央网信办表示，中国网络社交媒体平台上已有1894个账号借胡鑫宇事件造谣传谣、恶意营销炒作等行为而受到处置。